# Tumidiclava minoripenis
Tumidiclava minoripenis är en stekelart som beskrevs av Lin 1991. Tumidiclava minoripenis ingår i släktet Tumidiclava och familjen hårstrimsteklar. Inga underarter finns listade i Catalogue of Life.